# Johanna Benson
Johanna Benson (sinh ngày 17 tháng 2 năm 1990) là một vận động viên Paralympian đến từ Walvis Bay, Namibia. Cô tham gia các cuộc thi nhảy xa và chạy nước rút T37 và tại Paralympic Mùa hè 2012 ở London, cô đã giành chiến thắng trong cuộc đua 200 mét của nữ trong bảng phân loại của mình. Thành công 200 mét của cô ở London đã giúp cô trở thành người giành huy chương vàng Paralympic đầu tiên trong lịch sử Namibia.

## Lịch sử cá nhân
Benson được sinh ra ở Walvis Bay, Tây Nam Phi (nay là Namibia) vào năm 1990. Ở tuổi năm tháng, người ta nhận thấy rằng bên trái cơ thể cô không phát triển như mong đợi và cô được chẩn đoán mắc bệnh bại não. Cô được giáo dục tại Walvis Bay, học tại các trường tiểu học và trung học công lập.

## Sự nghiệp điền kinh
Benson xuất thân từ một gia đình thể thao, với mẹ cô là một vận động viên trước cô, và chú của cô đang chơi cho đội bóng đá quốc gia Namibia. Từ nhỏ cô đã thích chạy bộ và tài năng của cô được phát hiện khi cô học tại trường cấp hai Kuisebmond.
Được phân loại là đối thủ cạnh tranh T37, dành cho các vận động viên bị bại não, sự kiện quốc tế lớn đầu tiên của Benson đến vào năm 2010 khi cô đại diện cho đất nước của mình tại Đại hội Thể thao Khối thịnh vượng chung ở Delhi. Tại Delhi, cô đã tham gia 100 mét nữ (T37) và thời gian 14,81 của cô đã chứng kiến cô về thứ ba để giành huy chương đồng. Năm sau, cô đi đến Christchurch ở New Zealand để thi đấu tại Giải vô địch thế giới điền kinh IPC năm 2011, nhưng cô không thể tìm thấy hình thức giống như ở Ấn Độ, và cô đã không thể vượt qua vòng chung kết ở cả hai lần chạy nước rút 100 và 200 mét.
Thành tích đăng quang của Benson với tư cách là một vận động viên đã đến tại Paralympic Mùa hè 2012 tại London. Gia nhập đội với tư cách là vận động viên nữ duy nhất của Namibia, Benson, 22 tuổi, đã giành huy chương vàng trong cuộc đua 200m T37 nữ, trước Oksana Krechunyak của Ukraine. Sau đó, trong trò chơi, Benson đã giành được giải bạc trong Tm 100m nữ. Khi trở về nhà, cô đã nhận được 170.000 đô la tiền mặt cho các huy chương, một ngôi nhà ở Walvis Bay và hộ chiếu ngoại giao của Chính phủ Namibia. Cô tiếp tục nhận được tiền từ các cá nhân, tổ chức và tổ chức tư nhân. Hơn nữa, cô đã nhận được một lời đề nghị đào tạo miễn phí và vật lý trị liệu trong bốn năm tiếp theo từ một cơ quan ở quê nhà. Thành tích của Benson ở London khiến cô trở thành vận động viên đầu tiên từ Namibia giành huy chương vàng Paralympic và là đối thủ đầu tiên giành được vàng qua Thế vận hội Olympic hoặc Paralympic. Frankie Fredericks của Namibia đã giành được một số huy chương bạc vào năm 1992 và 1996.
Benson tiếp nối thành công Paralympic của cô với huy chương ở cấp độ Giải vô địch thế giới. Tại Giải vô địch thế giới điền kinh IPC 2013 tại Lyon, cô đã giành được hai huy chương đồng, trong các cuộc đua 100 và 200 mét. Một năm sau, cô thi đấu tại Đại hội Thể thao Khối thịnh vượng chung 2014. Mặc dù các sự kiện chạy nước rút của cô không còn là một phần của chương trình, bước nhảy dài T37/38 đã được giới thiệu. Trong môn nhảy xa, Benson đã quản lý khoảng cách cá nhân tốt nhất là 3,82 mét để giành huy chương đồng, huy chương quốc tế lớn duy nhất của cô trong sự kiện này.
Trong quá trình xây dựng Paralympic mùa hè 2016 tại Rio de Janeiro, Benson đã tham gia hai cuộc thi quốc tế tiếp theo. Tại Đại hội Thể thao châu Phi 2015 ở Brazzaville, cô đã giành được vàng trong cuộc đua nước rút T37, 100 mét, mặc dù trong một lĩnh vực yếu. Cô cũng đã thu được huy chương vô địch thế giới thứ ba bằng cách giành được một đồng tại Giải vô địch 2015 ở Doha trong 200 mét (T37). Tại Rio Benson đã được vinh dự là người cầm cờ của quốc gia trong lễ khai mạc. Với sự kiện yêu thích của Benson, 200 mét, rút khỏi lịch trình, cô bước vào cuộc đua nước rút 100 mét và 400 mét, và nhảy xa. Mặc dù đủ điều kiện cho đến trận chung kết trong cả hai cuộc đua, cô đã hoàn thành ở cuối sân trong cả hai sự kiện. Thời gian 14,16 của cô trong cuộc đua nước rút 100 mét thực sự nhanh hơn thời gian huy chương bạc của cô từ London, nhưng sức mạnh của lĩnh vực này đã di chuyển đáng kể trong bốn năm qua và Benson kết thúc ở vị trí thứ 7.